# Vnitřní fixace

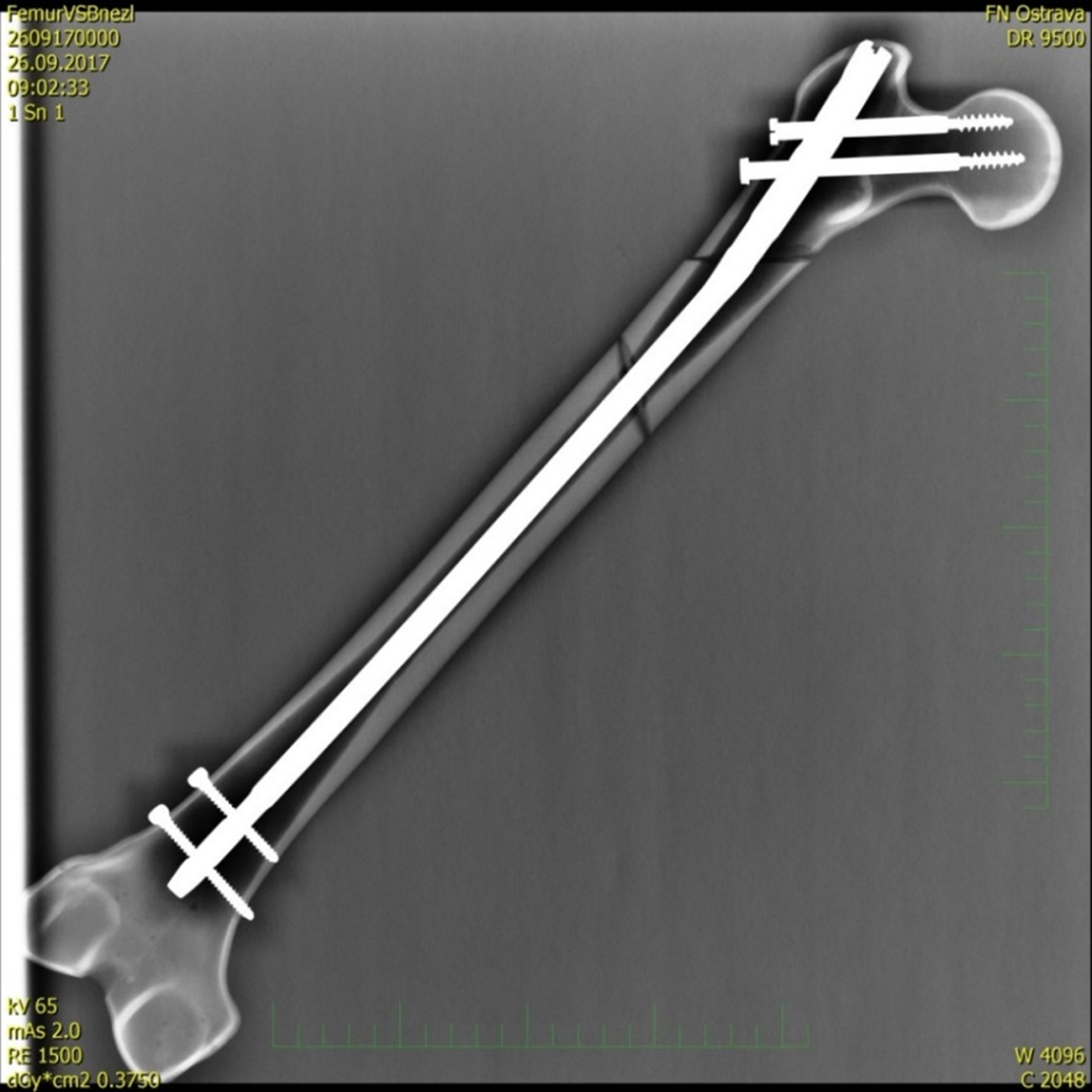
Příklad využití vnitřní fixace při osteosyntéze (rtg. snímek − subtrochanterická liniová zlomenina femuru s aplikací intramedulárního hřebu v umělé kosti resp. subtrochanterická zlomenina s interfragmentem resp. tříštivá zlomenina proximálního femuru).

Vnitřní fixace (interní fixace) je chirurgický úkon, který se obvykle (na rozdíl od zevní fixace) používá při operativní léčbě (osteosyntéze) „méně“ komplikovaných zlomenin kostí. Jde o ortopedický/traumatologický operační přístup, při kterém je celý osteosyntetický implantát (hřeb, dlaha, šroub, drát nebo svazek drátů, cerkláž atp.) kryt měkkými tkáněmi nebo uložen na povrchu či uvnitř kosti. Po ukončení léčby zůstává implantát ve většině případů trvale uvnitř těla.
Vnitřní fixace je také stále důležitým tématem v biomechanice.

## Operativní přístupy vnitřní fixace
Existuji dva hlavní přístupy k vnitřní fixaci:
- ORIF (anglicky Open Reduction Internal Fixation, česky otevřená repozice a vnitřní fixace).
- CRIF (anglicky Closed Reduction Internal Fixation, česky uzavřená repozice a vnitřní fixace).

V mnoha případech se lékařské indikace pro vnitřní fixaci překrývají s indikací pro zevní fixaci.

## Materiály používané při vnitřní fixaci
Hlavním požadavkem na materiály používané při vnitřní fixaci je biokompatibilita.
Běžně používané materiály implantátů patří především chirurgická nerezová ocel a chirurgické titanové slitiny. Dále se používají slitiny kobaltu a chrómu, čistý titan nebo plasty aj.
Zvláštní pozornost je také věnována kvalitě a úpravě povrchu implantátů (např. anodizace atp.).

## Historie vnitřní fixace
Koncept vnitřní fixace pochází z poloviny 19. století. Vnitřní fixace se stala "rutinní" záležitostí v polovině 20. století.
Na začátku 20. století významně ovlivnil rozvoj vnitřní fixace belgický chirurg Albin Lambotte, používal různé druhy vnitřní osteosyntézy, od cerkláží přes šrouby až po dlahy.
Významným mezníkem bylo založení švýcarské společosti AO (Arbeitsgemeinschaft für Osteosynthesefragen, česky Společnost pro otázky osteosyntézy) v roce 1958.

## Příklady aplikace vnitřní fixace

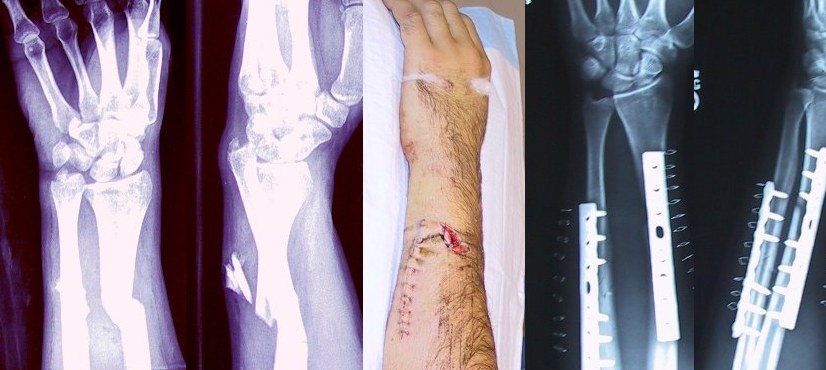
Zlomenina radia a ulny a její léčení vnitřní fixací (dlahy).
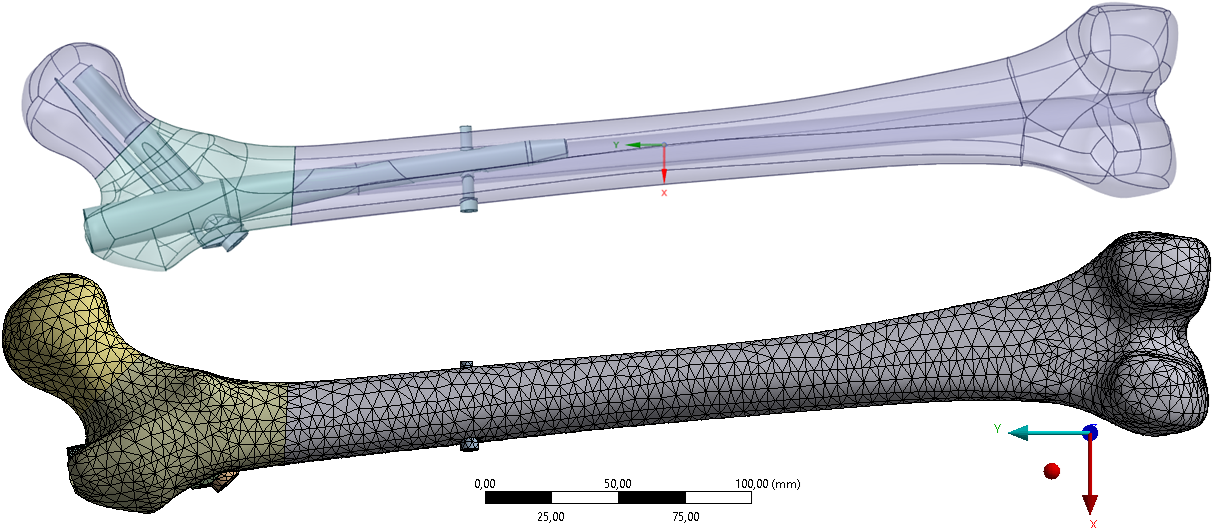
Lidský femur se zlomeninami AO 31B3 (fractura mediocervicalis femoris) a AO 31A3 (fractura subtrochanterica femoris) a s vloženým intramedulárním hřebem Tantum (a) CAD model, (b) zjednodušená síť konečných prvků pro výpočet pomocí metody konečných prvků.
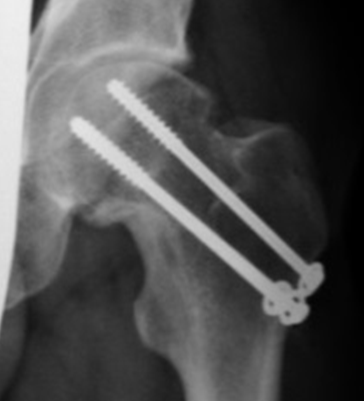
RTG snímek − Osteosyntéza krčku femuru člověka pomocí kovových šroubů.
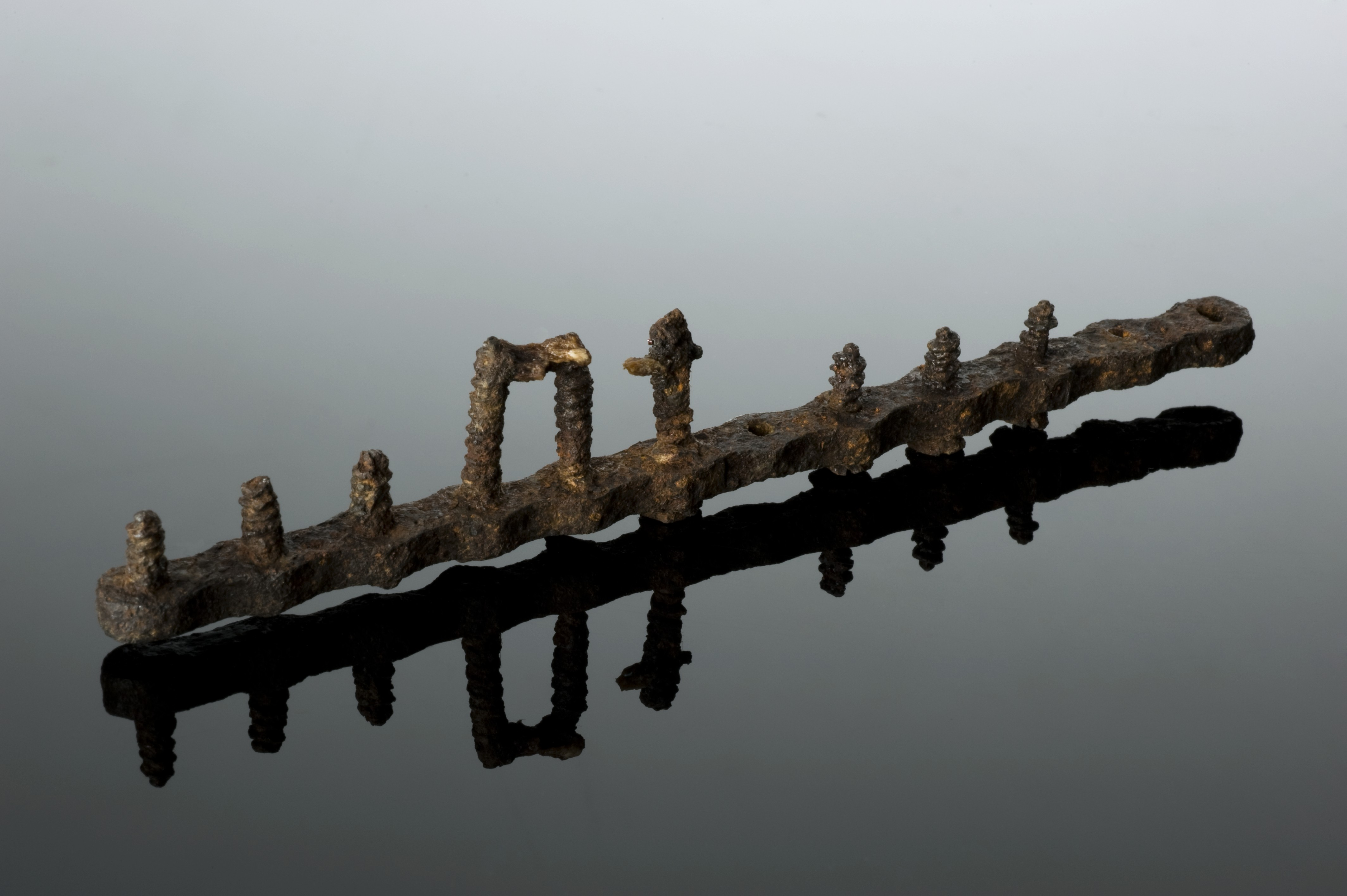
Kostní dlaha, Evropa z let 1914−1918.